# آلبرت کای
آلبرت کای (انگلیسی: Albert Kay; ۲۲ نوامبر ۱۸۹۵ – ۱۹۷۵ (۷۹−۸۰ سال)) بازیکن فوتبال اهل بریتانیا بود.
از باشگاه‌هایی که در آن بازی کرده‌است می‌توان به باشگاه فوتبال ولورهمپتون واندررز و باشگاه فوتبال بیرمنگام سیتی اشاره کرد.